# Hocine Yahi
Hocine Yahi (Belouizdad, 25 aprile 1960) è un ex calciatore algerino, di ruolo attaccante.

## Carriera

### Nazionale
Con la Nazionale algerina ha preso parte ai Mondiali 1982 disputandovi una partita ed ai Mondiali Under-20 del 1979, nei quali ha segnato un gol.